# Pseudopallene circularis
Pseudopallene circularis är en havsspindelart som först beskrevs av Goodsir, H. 1842.  Pseudopallene circularis ingår i släktet Pseudopallene och familjen Callipallenidae. Arten är reproducerande i Sverige. Inga underarter finns listade i Catalogue of Life.